# O Amor das Três Romãs
O Amor das Três Romãs é um filme português de curta-metragem, realizado por João César Monteiro e estreado no canal de televisão português RTP2 em 10 de março de 1979.

## Ficha técnica
- Título original: O Amor das Três Romãs
- Realização: João César Monteiro
- Produção: João César Monteiro
- País de origem:  Portugal
- Roteiro: João César Monteiro, a partir de um conto tradicional
- Diretor de produção: Manuel Costa e Silva
- Fotografia: Manuel Costa e Silva
- Som: Filipe Santos
- Direção artística: Marta Costa
- Música: Haydn, Verdi, Mozart e Donizetti
- Duração: 25 minutos
- Bitola: 16 mm
- Rodagem: 1978
- Estreia: 10 de março de 1979 (RTP2)

## Sobre o filme
Feito para televisão, O Amor das Três Romãs é uma história de amores e feitiços, reencontrando um certo número de referenciais infantis. O filme foi totalmente rodado em estúdio, diante de cenários pintados.